# Amblyseius geonomae
Amblyseius geonomae är en spindeldjursart som beskrevs av Gondim Jr. och Moraes 200. Amblyseius geonomae ingår i släktet Amblyseius och familjen Phytoseiidae. Inga underarter finns listade i Catalogue of Life.